# Curació del cec de naixement
La curació del cec de naixement és un dels miracles de Jesús que es troba a l'evangeli segons Joan Joan 9:1-12.

## Narrativa
Jesús es trobà un home cec de naixement i els seus seguidors li preguntaren si estava així per haver pecat ell o sons pares. Ell negà les dues opcions, agafà fang del terra i el barrejà amb saliva, després va aplicar la pasta als ulls del cec i aquest va recuperar la visió. Després la gent, estranyada de veure'l sense demanar almoina, li preguntaven si era el mateix home que abans i el guarit contestà "soc el mateix".

## Anàlisi
Aquest miracle té en comú amb altres curacions el fet que l'acció de Jesús guareix, com passa a la curació del sord-mut de Decàpolis, on el contacte físic amb Crist lleva la malaltia o incapacitat dels altres. Destaca, però, per alguns trets distintius. En primer lloc, Jesús afirma que les malalties o afliccions no tenen una relació directa amb el pecat i, per tant, nega una associació comuna al judaisme, segons la qual les faltes comeses contra Déu comporten un càstig d'aquest, com es veu a múltiples passatges de l'Antic Testament (amb la destrucció de Sodoma i Gomorra o de la Torre de Babel, per exemple).
En segon terme, l'ús del fang no és casual sinó que té un paral·lelisme amb el segon relat de la creació segons el Gènesi. Així, a la creació Déu crea els humans a partir de fang, i aquí Jesús crea una nova vida per al cec amb fang i el miracle. Per això, per ser una nova vida, els incrèduls pregunten si es tracta de la mateixa persona. Creure en Jesús suposa renéixer, una nova vida i la salvació (en aquest cas la curació física és també una metàfora de la salvació de l'ànima). El paral·lelisme es justifica per la profecia d'Isaïes sobre els ulls que s'obriran amb la vinguda de Crist (Isaïes 35:5). Abans de la curació Jesús mateix es declara "la llum del món".
En darrer lloc, es pot observar una influència en aquesta curació i un ritus egipci. A l'inici del seu regnat, diversos faraons duien a terme un ritual de sanacions aparents d'invàlids per demostrar al poble el seu caràcter diví, i aquestes cerimònies incloïen sovint retornar la vista a un cec. Aquest costum va ser continuat pels romans quan controlaven Egipte en època contemporània a la vida de Jesús.